# جو ليس
جو ليس (بالإنجليزية: Joe Lees)‏ (1892 في المملكة المتحدة - 26 يوليو 1933) هو لاعب كرة قدم بريطاني (وحمل سابقاً جنسية المملكة المتحدة لبريطانيا العظمى وأيرلندا) في مركز مهاجم داخلي. لعب مع سكونثورب يونايتد ونادي بارنسلي ونيوبورت كونتي ونادي هاليفاكس تاون وWombwell F.C. ‏ وShirebrook Miners Welfare F.C. ‏ ولينكولن سيتي أف سي وRotherham County F.C. ‏ ونادي غيلفورد سيتي.